# 21 Savage
Shéyaa Bin Abraham-Joseph  (Londres, 22 de outubro de 1992), conhecido por seu nome artístico 21 Savage, é um rapper, compositor e produtor musical britânico, foi levado por sua mãe para Atlanta, Estados Unidos, aos sete anos de idade. Ele ficou conhecido em Atlanta com o lançamento da mixtape The Slaughter Tape, em 2015. Conquistou atenção no cenário nacional com o lançamento do álbum Savage Mode, em 2016, com colaboração de Metro Boomin, e a participação no single "Sneakin", lançado por Drake.
Seu primeiro álbum de estúdio, Issa Album (2017), alcançou a segunda posição na Billboard 200 e deu a ele sua primeira entrada entre as 20 primeiras posições na Billboard Hot 100, com o single "Bank Account". Naquele mesmo ano, colaborou com Offset e Metro Boomin para o álbum Without Warning. Seu primeiro single número um veio no final de 2017, com sua participação em "Rockstar", de Post Malone, que foi indicado em duas categorias no Grammy Awards de 2019. No fim de 2018 lançou seu segundo álbum,  I Am > I Was, que foi aclamado pela crítica, estreou na primeira posição da Billboard 200 e continuou no topo por duas semanas consecutivas.
Em 3 de fevereiro de 2019, 21 Savage foi preso pelo Serviço de Imigração e Controle Alfandegário dos Estados Unidos. As autoridades afirmaram que ele era cidadão do Reino Unido e chegou aos Estados Unidos em julho de 2005, mas seu visto havia expirado em julho de 2006. Em 12 de fevereiro ele pagou a fiança estipulada e foi solto no dia seguinte. A audiência foi inicialmente marcada para 9 de abril, mas foi adiada indefinidamente. 21 Savage ganhou o prêmio de Melhor Canção de Rap no Grammy Awards de 2020, pela canção "A Lot", com participação de J. Cole.

## Discografia

### Álbuns de estúdio
- Savage Mode (juntamente com Metro Boomin) (2016)
- Issa Album (2017)
- Without Warning (juntamente com Offset e Metro Boomin) (2017)
- I Am ᐳ I Was (2018)
- Savage Mode 2 (juntamente com Metro Boomin) (2020)
- American Dream (2024)